# Up for It (album de Keith Jarrett)
Up for It est un album live de Keith Jarrett enregistré lors du Festival de jazz d’Antibes - Juan-les-Pins le 16 juin 2002. Il est sorti le 13 mai 2003 sur le label ECM.

## Musiciens
- Keith Jarrett, piano
- Gary Peacock, contrebasse
- Jack DeJohnette, batterie

## Pistes
1. If I Were a Bell (Frank Loesser) – 11:45
2. Butch & Butch (Oliver Nelson) – 7:26
3. My Funny Valentine (Richard Rodgers, Lorenz Hart) – 11:11
4. Scrapple from the Apple (Charlie Parker) – 9:42
5. Someday My Prince Will Come (Frank Churchill, Larry Morey) – 9:18
6. Two Degrees East, Three Degrees West (John Lewis) – 6:49
7. Autumn Leaves/Up for It (Joseph Kosma, Jacques Prévert)(Keith Jarrett) – 16:58

## Source
- (en) Cet article est partiellement ou en totalité issu de l’article de Wikipédia en anglais intitulé « Up for It » (voir la liste des auteurs).

1. ↑  https://www.ecmrecords.com/catalogue/143038751710/up-for-it-keith-jarrett-gary-peacock-jack-dejohnette